# Noemie Fox
Noemie Fox (n. 19 martie 1997, Marsilia, Franța) este o canoistă ce a reprezentat Australia, medaliată olimpică. A participat la o ediție a Jocurilor Olimpice (2024) în care a câștigat o medalie de aur.